# 北海道クローズアップ
『北海道クローズアップ』（ほっかいどうクローズアップ）は、1993年4月1日より2020年3月27日まで、北海道内のNHK総合テレビジョンで放送されていたNHK札幌放送局制作の地域情報番組である。

## 概要
北海道地方のNHK放送局が取材し、道内の様々な問題を取り上げ、スタジオで進行を行なう。また、スタジオ進行での放送は行わず、ドキュメンタリー形式で全編VTR取材映像を放送する回がある。過去にはこれまで単発番組として放送した『ホンネで北海道』も番組内で2部構成にして放送された回もある。また北海道が抱える身近な問題として北方領土や人口の減少などについても、シリーズで編成していた。放送終了後は北海道スペシャルに一部内容が引き継がれている。

## キャスター
- 渡辺英紀（1993年 - 1994年3月・1995年8月 - 1996年）
- 瀬戸秀夫（1994年4月 - 1995年8月）
- 和田成弘（1996 - 1998年度）
- 石井庸子（1999年度）
- 吉田一之（2000年4月 - 2001年7月）
- 新橋靖典（2001年9月 - 2004年6月）
- 武田涼介（2004年6月 - 2007年6月）
- 八尋隆蔵（2007年6月 - 2008年5月）
- 南山吉弘（2008年6月 - 2010年3月）
- 赤松俊理（2010年4月 - 2011年7月）
- 池田耕一郎（2011年8月 - 2014年7月）
- 松岡忠幸（2014年9月 - 2017年3月）
- 糸井羊司（2017 - 2018年度）
- 野村優夫[3]・浅野里香（2019年度）

## 放送時間
いずれも日本標準時（JST）で、総合テレビ（北海道地方）での放送。
初回放送
- 金曜日 19:30 - 19:55
2012年3月までは『北海道中ひざくりげ』の放送がある週（原則最終週）を除いて放送されたが、同年4月以降は原則として毎週放送される。

再放送
- 日曜日 8:00 - 8:25
2011年1月より、『北海道中ひざくりげ』の再放送がある週（初回放送から9日後）を除き放送される。本番組の放送がない週または放送枠拡大の場合はや全国放送番組で北海道地方に関連したものをアンコール放送する場合がある他、北海道を取り上げる回に限り、東京から『小さな旅』を放送することもある。『小さな旅』の放送があったときは金曜日に7:30 - 8:45の地域番組のスペシャルが放送される週まで1週遅れでの放送となる。

2010年4月から12月までの再放送
- 土曜日 10:05 - 10:30
- 日曜日 23:00 - 23:25
2010年度より再放送枠が増枠した。他地域では『あなたが主役 50ボイス』を放送するが、北海道地方では本番組の再放送に差し替える。ただし、『大人ドリル』の放送がある週は本番組の再放送は休止し、そのまま『大人ドリル』を放送する。その際、翌週以降にスライドして本番組の再放送が行われることがある。
2010年10月から12月までは日曜日再放送分が月曜日（日曜深夜）0:20 - 0:45に変更される。このため他地域で放送される『J-MELO』は3日遅れの水曜日深夜に北海道ローカルで時差放送される。

再放送の場合、本番組が休止となった週（『北海道中ひざくりげ』があったときは日曜日のみ）では全国放送番組の内、北海道地方に関係する内容が採り上げられた回を再放送する。また、2010年9月から12月までは名作選として1993年の放送開始からこれまでに放送された中からセレクション放送を行う。2011年より日曜 8:00 - 8:25の放送となる。
通算の放送回数が500回となった2010年9月3日には2部構成で放送枠を拡大した（19:30 - 20:43を第1部、22:10 - 22:55を第2部として放送）。この頃から番組告知で「北クロ500!」と呼ばれるようになった（現在は「北クロ」の通称が用いられる）。
備考
通常は北海道地方のみの放送だが、2012年11月18日（日曜日・本来は再放送の時間帯）には「北海道 青森クローズアップ 函館と大間 揺れる2つの町〜大間原発工事再開〜」として通常の北海道地方に加えて青森局（青森県地方）の『あっぷるワイドプラス』でも放送されることになった。北海道外の地域での本番組同時放送は1993年の番組開始以来初のケースとなる（当初は11月16日に放送する予定だったが、『NHKニュース7』の時間枠拡大により、日曜日の再放送時間枠がそのまま初回放送となった）。

## 震災プロジェクト
2011年3月11日に発生した東北地方太平洋沖地震（東日本大震災）後、『北海道クローズアップ』は3月18日の18時から緊急特番として45分間の拡大放送を実施した。この日の放送以降、震災の緊急特番が編成され5月13日の放送から随時「シリーズ・震災プロジェクト」として東日本大震災をテーマとする回には拡大放送も実施する。東日本大震災をテーマとし、通常の放送時間を変更した回は次の通りである。
- 2011年3月18日：18:00 - 18:45「巨大地震がもたらしたもの」
- 2011年3月25日：20:10 - 20:55「被災地へ　今なにが出来るのか」
- 2011年4月1日：20:00 - 20:45「深まる被害　今なにをすべきか」
- 2011年4月15日：20:00 - 20:45、22:00 - 22:45（2部構成）「徹底討論・東日本大震災　いまなにが出来るのか」
- 2011年5月7日：10:05 - 11:20（土曜日の本放送）（詳細不明）
- 2011年5月13日：19:30 - 20:45（この日の放送から「震災プロジェクト」として放送　概ね月1-2回　以下時間は同じ）「震災から2ヶ月　被災者は今」
- 2011年6月3日：「サンマ危機を乗り越えろ!　〜再起にかける漁師たち」
- 2011年6月17日：「命を守るために　いまできること」
- 2011年7月8日：「一眼レフに心を写して〜被災地の高校写真部〜」
- 2011年7月22日：「震災　こころの軌跡〜奥尻島津波から18年」（1993年北海道南西沖地震で発生した奥尻島の震災復興をからませたもの）
- 2011年8月26日：「再起をかけたサンマ漁」
- 2011年9月9日：「"防災のスピード"を上げろ」
この回は当初19:30 - 20:45放送予定だったが、台風12号に関係したNHKスペシャルが臨時全国放送されたため、急遽22:00 - 23:15に変更した。
- 2012年3月8日：20:00 - 20:45（木曜日の本放送。通常放送の『地球イチバン』に代わり差し替え放送[6]）「震災1年スペシャル・第1夜 こころ 東北と響きあう」
- 2012年3月9日：19:30 - 20:45「震災1年スペシャル・第2夜 白熱トークスペシャルin北海道大学」

## 「高校生×北クロ」
NHK札幌では、北海道内の高校生の校内放送部に、実際に報道・情報番組の現場を体験してもらうことによって、「地域密着ジャーナリスト」の普及・育成を目指すことをテーマに、2010年度から高校生主導による番組作り「高校生×北クロ」と題した「産学協働」企画を行う。
2011年は上述「シリーズ・震災プロジェクト」の一環として、道内の選抜2校と福島県の学校を加えた3校が協力し、東日本大震災（東北地方太平洋沖地震と東京電力福島第1原発被爆事故）を高校生はどう見ているかをテーマに取材・製作した。
過去の参加校
- 2010年度 - 北海道千歳高等学校、北海道帯広緑陽高等学校
- 2011年度 - 北海道札幌旭丘高等学校、北海道千歳高等学校、福島県立原町高等学校
- 2012年度 - 北海道函館中部高等学校、北海道札幌旭丘高等学校、北海道帯広緑陽高等学校、北海道札幌北高等学校

## 北海道のナンモン!
NHK道内各局のネットワークと取材・制作力を結集し、北海道が直面する課題を解消へと導くヒントを探る2013・14年度に不定期に放送された金曜 19:30 - 20:45放送の拡大特別番組である。司会は高橋美鈴、プレゼンターは北海道クローズアップ担当アナウンサーが務める。
放送リスト
- 2013年6月7日「どうする?どうなる?暮らしを支える“電力”〜北海道の“潜在能力”は生かせるか〜」 
ゲスト：安倍なつみ、岩尾亮、増山壽一（北海道経済産業局長）、澤昭裕（21世紀政策研究所研究主幹）、水野倫之
- 2013年9月20日「ダイジョウブ!?“観光王国”北海道」
ゲスト：篠原靖（跡見学園女子大学准教授）、ポール・ハガート（ニセコ町役場商工観光課職員）、大西希（阿寒グランドホテル（現・鶴雅リゾート）取締役）、国井律子、渋武容（北海道運輸局企画観光部長）
- 2013年11月22日「いよいよ大詰めTPP どうなる北海道!?」
ゲスト：杉浦太陽、原千晶、菅原淳一（みずほ総研上席主任研究員）
スタジオ解説：西海菜穂子（帯広放送局記者）、宮本雄太郎（札幌放送局記者）
- 2014年3月7日「どうした?どうする?JR北海道」
ゲスト：田中要次、矢野直美、梅原淳、安部誠治（関西大学教授）
- 2014年6月20日「忍び寄る“買い物危機”〜買い物弱者 52万人の衝撃〜」
ゲスト：伊吹吾郎、西村知美、遠藤雄一（北海道情報大学専任講師）
- 2014年12月5日「忍び寄る孤立“安心できる最期”とは」
ゲスト：長谷川初範、古村比呂、杉岡直人、奥田龍人（NPO法人シーズネット理事長）、小谷みどり（第一生命経済研究所主任研究員）
- 2015年3月6日「まだ1年?もう1年?“新幹線効果”をつかめ」
ゲスト：ヨネスケ、浜島直子、小磯修二、梅原淳、どこでもユキちゃん（北海道新幹線開業PRキャラクター）